# William H. S. Wright
William Henry Sterling Wright (* 29. Oktober 1907 in Minnesota; † 14. Januar 2009 in Irvington, Lancaster County, Virginia) war ein Generalleutnant der United States Army. Er war unter anderem Kommandeur der 2. Panzerdivision.
In den Jahren 1926 bis 1930 durchlief William Wright die United States Military Academy in West Point. Nach seiner Graduation wurde er als Leutnant der Kavallerie zugeteilt. In der Armee durchlief er anschließend alle Offiziersränge vom Leutnant bis zum Drei-Sterne-General.
In seinen jüngeren Jahren absolvierte er den für Offiziere in den niederen Rangstufen üblichen Dienst in verschiedenen Einheiten und Standorten. Er war auch ein begeisterter Reiter und gehörte in den 1930er Jahren dem amerikanischen Olympiateam für die Reitwettbewerbe der Olympischen Spiele an. Seine militärische Laufbahn begann in Fort Bliss beim 7. Kavallerieregiment.
Während des Zweiten Weltkriegs diente er in den Jahren 1944 und 1945 im Stab der 1. Armee, die auf dem europäischen Kriegsschauplatz eingesetzt war. Er war am 6. Juni 1944 an der Landung der Alliierten in der Normandie beteiligt. In der Folge nahm er mit dieser Armee am Vormarsch der Alliierten durch Frankreich nach Deutschland teil.
Nach zwischenzeitlichen anderen Verwendungen wurde er in den Jahren 1948 bis 1950 in Südkorea Stabschef und später Kommandeur der Korean Military Advisor Group, wobei er auch am Koreakrieg beteiligt war. Im weiteren Verlauf seiner militärischen Karriere bekleidete William Wright verschiedene Stellen als Stabsoffizier, darunter auch im Pentagon. Zwischenzeitlich war er auch Leiter der Reitschule der Kavallerie (Director of the US Horse Cavalry School), die es trotz der längst erfolgten Umstellung der Kavallerie auf Panzereinheiten immer noch gab. 
Zwischen dem 1. Juli 1961 und dem 13. Februar 1963 kommandierte Wright die 2. Panzerdivision im damaligen Fort Hood (dem heutigen Fort Cavazos) in Texas. Die Division als Großverband war nicht im Vietnamkrieg eingesetzt. Einige ihr unterstellte Einheiten nahmen aber am dortigen Kriegsgeschehen teil. Im weiteren Verlauf wurde Wright zum Heeresministerium versetzt, wo er die Abteilung für Reserveangelegenheiten (Office of Reserve Components) leitete. Im November 1965 schied er aus dem aktiven Militärdienst aus.
Nach seiner Pensionierung zog er nach White Stone in Virginia. Dort nahm er aktiv am kommunalen Leben teil. Er war Mitglied im dortigen Yachtklub und aktiv in der Kirchengemeinde der Episcopal Church. Außerdem unterstützte er die Einrichtung einer kommunalen Bibliothek und setzte sich für die Belange des lokalen Schulsystems im Lancaster County ein. Zudem war Wright ein gefragter Gastredner. Er starb am 14. Januar 2009 in Irvington (Virginia).

## Orden und Auszeichnungen
William Wright erhielt im Lauf seiner militärischen Laufbahn unter anderem die Army Distinguished Service Medal und den Orden Legion of Merit verliehen. 